# Bad Soden am Taunus
Bad Soden am Taunus è un comune tedesco di 23 162 abitanti situato nel land dell'Assia.